# Alexandre II Gonzaga
Alexandre II Gonzaga (em italiano:  Alessandro II Gonzaga; Novellara, 1611 – Novellara, 10 de setembro de 1644) era um nobre italiano, sétimo conde de Novellara e senhor de Bagnolo, reinando de 1640 a 1644.
Pertencia ao ramo dos Gonzaga-Novellara da família Gonzaga.

## Biografia
Alexandre era filho de Camilo II Gonzaga, conde de Novellara e senhor de Bagnolo e de Catarina d'Avalos, filha de Alfonso Felice d'Avalos d'Aragona. Sucedeu ao pai na titularidade do feudo em 1640, quando este abdicou a seu favor. 
Em Agosto de 1629 estabelece-se em Ferrara celebrando um contrato de casamento com Ana Maria Bevilacqua, filha de Ernesto Bevilacqua, marquês de Bismantova, e de Felice Sassatelli, filha do conde António Maria Sassatelli, patrício de Imola. No entanto, a 5 de fevereiro de 1630, em Ferrara, a noiva morre de peste antes do casamento. A mãe de Ana decide, de acordo com o conde Camilo II Gonzaga, que na procissão do funeral o caixão fosse adornado pelos brasões unidos dos Bevilacqua e dos Gonzaga-Novellara.
Com a abdicação de seu pai (1640), Alexandre governa o Condado de Novellara e o senhorio de Bagnolo apenas por quatro anos.
Morre na Rocca di Novellara a 17 de setembro de 1644, deixando novamente o poder e o governo dos feudos nas mãos de seu pai Camilo II Gonzaga.

## Descendência
Alexandre não teve descendência legítima. No entanto, teve uma filha natural de mãe desconhecida:
- Branca (Bianca) (? – 1648), monja chamada de “soror Massimilla” no Mosteiro das Servas de Maria, em Mântua.